# 11-es villamos (Budapest, 1990–1995)
A budapesti 11-es jelzésű villamos Angyalföld, Forgalmi telep és Káposztásmegyer, Szilas-patak között közlekedett a 14-es villamos betétjárataként. A vonalat a Budapesti Közlekedési Vállalat üzemeltette.

## Története
1990. december 15-én indult az M3-as metróvonal III/B/1 (Árpád híd – Újpest-Központ) szakaszának átadásával Angyalföld, Forgalmi telep és Káposztásmegyer, Szilas-patak között, kezdetben 3 kocsis Tatra T5C5 szerelvényekkel. 1992. január 2-ától csak két kocsis szerelvényekkel közlekedett. 1995. december 22-én szűnt meg.

## Útvonala
| Káposztásmegyer, Szilas-patak felé                                                                                               | Angyalföld, Forgalmi telep felé                                                                                                  |
| --- | --- |
| Angyalföld, Forgalmi telep vá. – Pozsonyi utca – István út – Görgey Artúr út – Szilágyi utca – Káposztásmegyer, Szilas-patak vá. | Káposztásmegyer, Szilas-patak vá. – Szilágyi utca – Görgey Artúr út – István út – Pozsonyi utca – Angyalföld, Forgalmi telep vá. |

## Megállóhelyei
Az átszállási kapcsolatok között a 12-es és a 14-es villamos nincs feltüntetve!
| 0  | Angyalföld, Forgalmi telep végállomás    | 12 | 20, 30                                    |
| 1  | Tél utca (↓) Berda József utca (↑)       | 11 | 20, 25A, 30, 120, 121                     |
| 3  | Újpest-Központ                           | 9  | 20, 25A, 30, 96, 104, 104A, 120, 147, 170 |
| 4  | Szent István tér                         | 8  | 30, 147                                   |
| 5  | Deák Ferenc utca                         | 7  | 20, 30                                    |
| 6  | Corvin utca                              | 6  |                                           |
| 7  | Szakorvosi rendelő                       | 5  | 20, 20, 47                                |
| 8  | Szülőotthon                              | 4  | 47                                        |
| 9  | Rákospalota-Újpest MÁV-állomás           | 3  | 47, 121 Rákospalota-Újpest                |
| 10 | Szilágyi utca                            | 2  | 96                                        |
| 12 | Káposztásmegyer, Szilas-patak végállomás | 0  | 20, 124, 126                              |